# Нелсън (река)
Вижте пояснителната страница за други значения на Нелсън.
Нелсън (на английски: Nelson River) е река в централната част на Канада, провинция Манитоба, вливаща се в Хъдсъновия залив на Северния ледовит океан. Дължината ѝ от 2575 км, заедно с реките Саскачеван, Саут Саскачеван и Боу ѝ отрежда 4-то място в Канада. Дължината само на река Нелсън е 644 км.

## Географска характеристика

### Извор, течение, устие
Река Нелсън изтича от североизточния ъгъл на езерото Уинипег на 217 м н.в. и веднага навлиза в проточното езеро Плейгрин, на същата надморска височина. След като премине 30 км през него изтича от източната му част и продължава на североизток, като се разделя на множество ръкави с острови между тях. На 54° 30′ с.ш. и 97° 35′ и.д. навлиза от югоизток в езерото Крос (207 м н.в.), преминава през него в северозападна посока, изтича от езерото и след около 30 км навлиза в друго проточно езеро — Сипиуеск (183 м н.в.). След като изтече от североизточния му ъгъл река Нелсън продължава на североизток и на 56°02′22″ с. ш. 96°32′14″ з. д. / 56.039444° с. ш. 96.537222° з. д. достига до първата (Келси, височина 17 м) от четирите язовирни стени построени по течението ѝ. След това завива на изток, навлиза в езерото Сплит (167 м н.в.), преминава през него и навлиза в следващото езеро (язовир) Стивънс (140 м н.в.). Тук на 56°23′01″ с. ш. 94°38′07″ з. д. / 56.383611° с. ш. 94.635278° з. д. при град Гилам е построена втора преградна стена (Кетъл, височина 30 м). След изтичането си от язовира Стивънс Нелсън отново се насочва на североизток, преминава през третата язовирна стена (Лонг Спърс, височина 26 м) и при град Сънданс преодолява и последната, четвърта язовирна стена (Лаймстоун, височина 28 м), на 56°30′28″ с. ш. 94°06′34″ з. д. / 56.507778° с. ш. 94.109444° з. д.. От там до устието си (последните 100 км) реката тече бавно и в този си участък е плавателна. Влива се чрез дълъг (25 км) и широк (9,7 км) естуар в Хъдсъновия залив.

### Водосборен басейн, притоци
Площта на водосборния басейн на реката е 892 300 km2, от които в Канада са 712 300 km2, а в САЩ 180 000 km2. Огромният водосборен басейн на Нелсън обхваща части от четири канадски провинции — Албърта (около 30% от площта на провинцията), Саскачеван (около 40%), Манитоба (около 50%) и Онтарио (югозападната част) и четири американски щата — Минесота (северната и северозападна част), Северна Дакота (източната част), малка част от североизточния ъгъл на Южна Дакота и съвсем малък участък от най-северозападната част на щата Монтана.
Водосборният басейн на Нелсън граничи с други 8 водосборни басейна:
на север – с водосборния басейн на река Чърчил, вливаща се в Хъдсъновия залив;
на северозапад – с водосборния басейн на река Атабаска, от системата на река Маккензи;
на запад – с водосборния басейн на река Колумбия, вливаща се в Тихия океан;
на юг – с водосборния басейн на река Мисисипи, вливаща се в Мексиканския залив;
на югоизток – с водосборния басейн на река Сейнт Лорънс, вливаща се в Атлантическия океан;
на изток – с водосборните басейни на реките Олбани, Северн и Хейс, вливащи се в Хъдсъновия залив;
В река Нелсън се вливат 3 по-значителни притока: два големи – леви (Грас и Бърнтуд) и един по-малък – десен (Гунисао). Горното течение на река Бърнтуд е съединено чрез канал с река Чърчил, от която се прехвърля вода в Нелсън за повишаване производството на електроенергия.

### Хидроложки показатели
Многогодишният среден дебит в устието на реката е 2370 m3/s. Максималният отток на реката е през май и юни, а минималния – февруари-март. Дъждовно-снегово подхранване. От ноември до май реката замръзва. Плавателна на 100 км от устието.

## Селища, икономическо значение
По течението на реката има само 5 малки населени места:
- Норуей Хаус (на брега на езерото Плейгрин)
- Крос Лейк (на малък остров в езерото Крос)
- Келси (при първата язовирна стена)
- Сплит Лейк (на северния бряг на езерото Сплит)
- Гилам (на югоизточния бряг на езерото Стивънс)
- Сънданс (при последната-четвърта язовирна стена)

На четирите язовирни стени са построени общо 13 ВЕЦ-а, като най-голямата от тях (211 MW) е при Келси, която снабдява с електроенергия никеловия комбинат в близкия град Томпсън.

## Откриване и изследване на реката
Устието на река Нелсън е открито през есента на 1612 г. от английския полярен изследовател сър Томас Батън, който кръщава новооткритата река в чест на своя щурман Джеймс Нелсън, починал по време на зимуването на експедицията в устието на реката.
През 1688 г. в устието на Нелсън компанията „Хъдсън Бей“, търгуваща с ценни животински кожи, построява търговско селище (фактория) Форт Нелсън (сега не съществува), което става изходен пункт за множество търговски агенти на компанията навлизащи във вътрешността на Канада.
Към началото на 1690-те години цялото течение на реката е вече открито и първично изследвано от търговските агенти на компанията.